# Camperol de les Snares
El camperol de les Snares (Poodytes punctatus caudatus, syn: Poodytes caudatus) és un tàxon d'ocell de la família dels locustèl·lids (Locustellidae). És endèmic de les illes Snares (Nova Zelànda). Habita les zones humides. El seu estat de conservació es considera vulnerable.

## Taxonomia
Segons el Handook of the Birds of the World i la quarta versió de la BirdLife International Checklist of the birds of the world (Desembre 2019), aquest tàxon tindria la categoria d'espècie. Tanmateix, altres obres taxonòmiques, com la llista mundial d'ocells del Congrés Ornitològic Internacional (versió 13.2, juliol 2023) el consideren una subespècie del camperol de Nova Zelanda (Poodytes punctatus).